# Trianglen Station
 Ikke at forveksle med Triangelns Station.
Trianglen Station er en undergrundsstation på den Københavns Metros Cityring. Trianglen Station ligger ved Trianglen, på hjørnet mellem Øster Allé og Blegdamsvej.
Stationen ligger i takstzone 1 og åbnede 29. september 2019.
Byggeriet begyndte i januar 2011 med ledningsarbejde og arkæologiske udgravninger. Selve udgravningen begyndte i 2013, og stationen stod færdig i 2019.